# 猪名川町立松尾台小学校
猪名川町立松尾台小学校（いながわちょうりつ まつおだいしょうがっこう）は、兵庫県川辺郡猪名川町にある公立小学校。

## 概要
松尾台小学校は、兵庫県川辺郡猪名川町松尾台に位置し、児童数の増加に伴い1978年（昭和53年）4月に猪名川小学校より分離、開校した。昭和40年代から京阪神間のベッドタウンとして、住宅地開発が進み人口増加した。標高は約108メートル。

## 所在地
- 猪名川町松尾台2丁目3番地2

## 沿革

### 略歴
松尾台小学校は、 1978年（昭和53年）4月に猪名川小学校より分離、開校する。2013年（平成25年）4月に阿古谷小学校を統合する。

### 年表
出典
- 1978年（昭和53年）
  - 4月1日 - 猪名川町立猪名川小学校より分離、開校
  - 4月5日 - 校舎完成
  - 7月19日 - プール完成
  - 12月27日 - 体育館完成
- 1981年（昭和56年）3月 - 第2期増築校舎完成
- 1999年（平成11年）3月29日 - 第3期増築校舎完成・体育館増改工事完了
- 2013年（平成25年）4月1日 - 阿古谷小学校を統合

## 学校行事
| - 4月 着任式、始業式、入学式 - 5月 運動会 - 6月 | - 7月 終業式 - 8月 始業式 - 9月 | - 10月 6年修学旅行 - 11月 - 12月 終業式 | - 1月 始業式 - 2月 - 3月 卒業式、修了式 |

## 通学区域
- 原、内馬場、松尾台、伏見台、民田、上阿古谷、下阿古谷、荘苑[3]

## 進学先中学校
- 猪名川町立清陵中学校[3]

## 著名な卒業生
- 廣瀬栄理子（北京オリンピックバドミントン日本代表選手）

## 校区内の主な施設
- 松尾台校区まちづくり協議会（まち協会館）
- うぐいす池公園テニスコート
- 川西警察署 日生中央交番
- 猪名川松尾台郵便局
- 能勢電鉄日生線 日生中央駅

## 交通アクセス
- 能勢電鉄日生線日生中央駅から徒歩約15分